# Ernst-Hasso Ritter
Ernst-Hasso Ritter (* 8. Februar 1936 in Zerbst/Anhalt; † 25. August 2010 in Meerbusch) war ein deutscher Jurist und Verwaltungsbeamter.

## Leben
Ritter studierte von 1954 bis 1960 Rechts- und Wirtschaftswissenschaften an den Universitäten in Halle, Tübingen, Freiburg und Bonn. 1967 promovierte er an der Universität Bonn zum Doktor der Rechte (Dissertation: Verfassungsrechtliche Gesetzgebungspflichten). Er arbeitete zunächst als wissenschaftlicher Mitarbeiter am Lehrstuhl für Handels- und Wirtschaftsrecht an der Bonner Universität, schlug dann eine Beamtenlaufbahn in der Kommunalverwaltung ein wurde 1969 Dezernent für Städtebauförderung und kommunale Finanzaufsicht beim Regierungspräsidium Düsseldorf.
Nach seinem Wechsel in die Landesverwaltung war Ritter von 1974 bis 1981 als Referent für Regierungsplanung in der Staatskanzlei, von 1981 bis 1985 als Referent für Grundsatzfragen der Stadtentwicklung im Ministerium für Landes- und Stadtentwicklung und von 1985 bis 1993 als Leiter der Landesentwicklungsbehörde im Ministerium für Umwelt, Raumordnung und Landwirtschaft des Landes Nordrhein-Westfalen tätig. Von 1993 bis 1995 amtierte er als Staatssekretär im Ministerium für Bauen und Wohnen. Vom 11. September 1995 bis zum 28. Februar 2001 bekleidete er das Amt des Staatssekretärs im Justizministerium des Landes Nordrhein-Westfalen (1998/99 Ministerium für Inneres und Justiz).
Ritter war Mitglied der Deutschen Akademie für Städtebau und Landesplanung und seit 1992 Mitglied der Akademie für Raumforschung und Landesplanung, der er von 2001 bis 2002 als Präsident und von 2003 bis 2004 als Vizepräsident vorstand.